# Светско првенство у фудбалу 1954.
Светско првенство у фудбалу 1954. је пето по реду светско првенство. Одржано је у Швајцарској од 16. јуна до 4. јула. Како је 1954. година била педесетогодишњица постојања ФИФЕ, одлучено је да домаћин првенства буде земља у којој је седиште светске фудбалске федерације, Швајцарска. Ова одлука је донесена у јулу 1946. на седници ФИФЕ.  Први пут је првенство одржано у једној континенталној земљи.
Светски прваци су постали репрезентативци Западне Немачке који су поразили Мађарску у драматичном финалу са 3:2. Ово је Немцима била прва титула светског првака у фудбалу.

## Преглед такмичења
Ово првенство је било прво првенство које је било преношено преко телевизије. Такође су биле издат јубиларни ковани новац за ову прилику.
На такмичењу је учествовало шеснаест репрезентација. Тимови су били подељени у четири групе и свака група је имала два од осам тада прво рангираних репрезентација света које су се пласирале на светско првенство. Осам пласираних прворангираних репрезентација у то време су биле Аустрија, Бразил, Енглеска, Француска, Мађарска, Италија, Турске и Уругвај. Остатак групе је био попуњен са још два тима. Пошто су носиоци група били одређени још пре квалификација, организатори су морали да замене Шпанију са Турском, екипом која је избацила Шпанију са такмичења. Одређивање група и извлачење парова је било одржано у Цириху, 30. новембра, 1953.
На овом првенству је уместо одигравања свако са сваким, из групе, утакмице игран систем по којем је свако играо само по две утакмице и то само носиоци група против преостале две екипе које су им придодате у групу.
У случају нерешених исхода ишло би се на одигравање додатне утакмице која би одлучивала о репрезентацији која би се квалификовала за даље такмичење. У случају нерешених исхода и ових утакмица ишло би се на продужетке. Две првопласиране репрезентације из групе би се квалификовала за даље такмичење.
Уругвај и Аустрија су завршиле такмичење у групама са по две победе, исто тако је било и са репрезентацијама Бразила и Југославије које су делиле прво место са по једном победом и нерешеном утакмицом. У овој групи испале су репрезентације Француске и Мексика.
| Прво место Друго место Треће место | Четврто место Од 5. до 8. места Од 9. до 16. места |

Швајцарска и Италија су одиграле две утакмице и у другој утакмици Швајцарска је победила са 4:1 и прошла даље. Немци, који су поново примљени у ФИФА 1950. године и нису имали повлашћен положај, су у такмичењу у групама победили Турску. Корејци су изгубили две утакмице и то са 7:0 и 9:0. Сеп Хербергер, селектор немачке репрезентације, је одиграо тактички против фаворизованих Мађара и извео је комбиновани тим на тој утакмици и наравно та утакмица је изгубљена са 8:3. Следећу утакмицу, такозваног плејофа, против Турске Немци су доста лако добили. На утакмици против Немачке, капитен мађарске репрезентације Ференц Пушкаш, за кога се тада сматрало да је најбољи играч планете тог времена, је био теже повређен после старта немачког одбрамбеног фудбалера Вернера Либриха. Пушкаш је из тог разлога пропустио наредна два меча своје репрезентације. Појавио се на финалној утакмици првенства, али се и тада видело да се није опоравио од повреде.

### Четвртфинале
У четвртфиналу, у једној од најгрубљих фудбалских утакмица светских првенстава, фаворит Мађарска је победила Бразил са 4:2. Чак је у новинама и у литератури та утакмица забележена и упамћена као Битка у Берну. У другој утакмици тада још владајући светски првак Уругвај је послао Енглезе кући, победивши са 4:2. У трећој утакмици четвртфинала где су се састали Немачка и Југославија, Немци су победили са резултатом 2:0. У четвртој утакмици су се састали Аустрија и домаћин Швајцарска, где је су Аустријанци избацили домаћина из даљег такмичења. У овом сусрету је постигнуто највише голова на једној утакмици светског првенства до тада 12, резултат је био 7:5 за Аустрију.

### Полуфинале
У првој полуфиналној утакмици су играле репрезентације Аустрије и Немачке. Немачка је веома лако дошла до победе и пласирала се у финале, са резултатом од 6:1.
У другом полуфиналу су се састале фаворит Мађарска и бранилац титуле светског првака Уругвај. Ово је била једна од најзанимљивијих утакмица светског првенства. Мађарска је у друго полувреме ушла са вођством од 1:0, да би Уругвај успео да извуче резултат 2:2 и продужетке. Неизвесност утакмице је прекинуо мађарски голгетер Шандор Кочиш са два постигнута поготка прекинуо уругвајске снове о финалу. Крајњи резултат је био 4:2 за Мађаре.
У сусрету за треће место су се састале поражене екипе из полуфинала и ту је Аустрија победила Уругвај са 3:1 и тиме осбвојила трећу позицију.

### Финале
У Берну на Ванкдорф стадиону пред 60.000 гледалаца се одигравала финална утакмица две репрезентације које су се већ једном састале у предтакмичењу. Ту утакмицу је Мађарска убедљиво добила са 8:3. Златни тим мађарске је био фаворит у свим предвиђањима и кладионицама, имали су за собом рекорд од 32 утакмице из којих су изашли непоражени, тим састављен од тадашњих фудбалских звезда светске класе али и две изузетно тешке утакмице, које су играли без свог најбољег играча Пушкаша који је био повређен, у четвртфиналу и полуфиналу против Бразила и Уругваја.
Дан када се одигравала утакмица је почео са кишом. Немци су ово назвали Фриц-Валтер-Ветер (Fritz-Walter-Wetter) из разлога да је понајбољи немачки играч Фриц Валтер управо своје најбоље партије давао у таквим временским условима. Немци су такође били спремни и на овакво време пошто им је снабдевач копачки Ади Даслер (Adi Dassler), оснивач фирме Адидас, дао опрему где су крампони могли да се мењају у зависности од подлоге што је била једна од новина произвођача спортске опреме.
Иако је још осећао последице повреде из претходног сусрета са Немцима у предтакмичењу, Ференц Пушкаш се на финалној утакмици појавио у саставу прве једанаесторкe мађарске репрезентације. Без обзира на све ове проблеме Мађари су кренули веома снажно и већ у 6 минуту голом Пушкаша и Цибора у 8 минуту су повели са 2:0. Чинило се да се понавља утакмица из предтакмичења и да ће Немци доживети још један тежак пораз. Међутим ово је трајало само наредних 11 минута Макс Морлок у 10 минуту и Хелмут Ран у 19 минуту су изједначили резултат на 2:2 и побринули се да утакмица уђе у неизвесне воде и анале светских првенстава не само што је финална утакмица.
Друго полувреме је донело кишу промашаја мађарског тима и надмоћ коју нису могли да искористе. Немачки радио-репортер, Херберт Цимерман, је изговорио своју најчувенију реченицу и прогнозу каријере. Негде шест минута пре краја коментарисао је да би Ран требало да пуца на мађарски гол из позадине, што је овај после неколико секунди и урадио и постигао свој други гол у финалној утакмици и довео своју репрезентацију у вођство са 3:2. А неколико минута касније се показало да је то био и крајњи резултат меча. Мађарски радио-репортер Ђерђ Сепеши је давао коментаре живота, узбуђење и шок је достигао врхунац. На 2 минута до краја утакмице Пушкаш је постигао још један гол, који је првобитно био признат од стране главног судије али је на интервенцију помоћног судије поништен.
Немци су победом на овој утакмици освојили своју прву титулу светског првака и трофеј Жила Римеа. Немци су ову победу славили и назвали је Чудо у Берну, и по овоме је снимљен и филм 2003. За Мађаре, пораз на овој утакмици је био шок и оставио је дубоке трагове у мађарском фудбалу и за њих је и даље ова утакмица под знаком питања због недоследних судијских одлука и тврдње да су немачки играчи били допинговани.
Најчешћа питања око ове утакмице се постављају прво око изједначујућег гола Немаца на 2:2. Мађарски голман Грошич је кренуо да пресретне Фриц Валтеров ударац из корнера, и телевизијски снимак то показује када је био фаулиран од стране другог немачког играча Ханса Шафера, иако је лопта могла да стигне до Рана без проблема. Други контроверзни моменат је био око тврдње да су немачки играчи користили допинг у другом полувремену. Иако никада није доказано, немачки спортски историчар Гидо Кноп (Guido Knopp) у свом документарцу на ЗДФу из 2004. године тврди да су немачки репрезентативци добили инјекције Ц витамина у полувремену, које су добили од совјетског спортског лекара. Ово такође може да објасни жутицу коју су добили немачки репрезентативци после светског првенства.
Такође се поставља питање око промене одлуке главног судије, када је у 87 минуту прво признао па поништио Пушкашев гол. Камера која је преносила сусрет није била у најбољој позицији да би се могло рећи да ли је Пушкашбио у офсајду или не. Само очевици говоре да судија није био у праву када је поништио гол. Међу очевицима је био и немачки резервни играч Алфред Пфаф. Још један снимак, који је показао да није било офсајда, је такође приказан на немачком регионалном каналу НДР 2004. године).
Кочишевих 11 голова му је донело титулу најбољег стрелца првенства и свих првенстава до тада. Претходни рекордер је био Бразилац Адемир са девет погодака. Иако нису одбранили титулу светског првака Уругвај је статистички постао најуспешнија фудбалска нација на свету. Мађари су на овом првенству остварили победу са највећом гол-разликом до тада, 9:0, против Јужне Кореје.

## Места одигравања
Шест градова је било домаћин светског првенства:
- Базел, (St. Jakob Stadium)
- Берн, (Wankdorf Stadium)
- Женева, (Charmilles Stadium)
- Лозана, (Stade Olympique de la Pontaise)
- Лугано, (Cornaredo Stadium)
- Цирих, (Hardturm Stadium)

## Резултати

### Прва рунда

#### Група 1
| Репрезентација | Ута | П | Н | И | ГД | ГП | Поена |
| -------------- | --- | - | - | - | -- | -- | ----- |
| Бразил         | 2   | 1 | 1 | 0 | 6  | 1  | 3     |
| Југославија    | 2   | 1 | 1 | 0 | 2  | 1  | 3     |
| Француска      | 2   | 1 | 0 | 1 | 3  | 3  | 2     |
| Мексико        | 2   | 0 | 0 | 2 | 2  | 8  | 0     |

| 16. јун 1954. 18:00                                                                        |            |         |                                                                      |
| Бразил                                                                                     | 5 : 0      | Мексико | Женева Стадион Шармил Судија: Вислинг (Швајцарска) Гледалаца: 13.000 |
| Балтазар 23’, · Валдир Переира Диди 30’, · Жозе Лазаро Роблес Пинга 34’ 43’, · Жулињо 69’, | (Извештај) |         | Женева Стадион Шармил Судија: Вислинг (Швајцарска) Гледалаца: 13.000 |

| 16. јун 1954. 18:00    |            |           |                                                                 |
| Југославија            | 1 : 0      | Француска | Лозана Стадион Олимпик Судија: Грифитс (Велс) Гледалаца: 27.000 |
| Милош Милутиновић 15’, | (Извештај) |           | Лозана Стадион Олимпик Судија: Грифитс (Велс) Гледалаца: 27.000 |

 Југославија — Владимир Беара, Бранко Станковић, Томислав Црнковић, Златко Чајковски, Иван Хорват, Вујадин Бошков, Милош Милутиновић, Рајко Митић, Бернард Вукас, Стјепан Бобек и Бранко Зебец.
 Француска Реметр, Ђанеси, Келбел, Пенверн, Жонке, Марсел, Копа, Гловацки, Страп, Дередр и Венсен.
| 19. јун 1954. 17:00      |            |                   |                                                                    |
| Бразил                   | 1 : 1      | Југославија       | Лозана Стадион Олимпик Судија: Фолтлес (Шкотска) Гледалаца: 40.000 |
| Валдир Переира Диди 69’, | (Извештај) | Бранко Зебец 48’, | Лозана Стадион Олимпик Судија: Фолтлес (Шкотска) Гледалаца: 40.000 |

 Југославија — Владимир Беара, Бранко Станковић, Томислав Црнковић, Златко Чајковски, Иван Хорват, Вујадин Бошков, Милош Милутиновић, Рајко Митић, Бранко Зебец, Бернард Вукас и Дионизије Дворнић.
 Бразил — Кастиљо, Ђалма Сантос, Нилтон Сантос, Брандазињо, Пинеиро, Бауер, Жулињо, Диди, Балтазар, Пинга, Родригез.
| 19. јун 1954. 17:10                                                  |            |                                              |                                                                  |
| Француска                                                            | 3 : 2      | Мексико                                      | Женева Стадион Шармил Судија: Асенси (Шпанија) Гледалаца: 19.000 |
| Жан Винсент 19’, · Раул Карденас 49’ (а. г) · Рејмонд Копа 88’ (пен) | (Извештај) | Хосе Луис Ламадрид 54’, · Томас Балказар 85’ | Женева Стадион Шармил Судија: Асенси (Шпанија) Гледалаца: 19.000 |

#### Група 2
| Репрезентација  | Ута | П | Н | И | ГД | ГП | Поена |
| --------------- | --- | - | - | - | -- | -- | ----- |
| Мађарска        | 2   | 2 | 0 | 0 | 17 | 3  | 4     |
| Западна Немачка | 2   | 1 | 0 | 1 | 7  | 9  | 2     |
| Турска          | 2   | 1 | 0 | 1 | 8  | 4  | 2     |
| Јужна Кореја    | 2   | 0 | 0 | 2 | 0  | 16 | 0     |

| 17. јун 1954. 18:00                                                       |            |                |                                                                            |
| Западна Немачка                                                           | 4 : 1      | Турска         | Берн Ванкдорф стадион Судија: Да Коста Виеира (Португал) Гледалаца: 39.000 |
| Ханс Шефер 14’, · Бернард Клот 52’, · Отмар Валтер 60’ · Макс Морлок 84’, | (Извештај) | Суат Мамат 2’, | Берн Ванкдорф стадион Судија: Да Коста Виеира (Португал) Гледалаца: 39.000 |

| 17. јун 1954. 18:00 |            |              |                                                                     |
| Мађарска | 9 : 0      | Јужна Кореја | Цирих Стадион Хартурм Судија: Винсент (Француска) Гледалаца: 18.000 |
| Ференц Пушкаш 12’, 89’ · Михаљ Лантош 18'’ · Шандор Кочиш 24’, 36’, 50’ · Золтан Цибор 59’ · Петар Палоташ 75’, 83’ \| | (Извештај) |              | Цирих Стадион Хартурм Судија: Винсент (Француска) Гледалаца: 18.000 |

| 20. јун 1954. 16:50                                                                                  |             |                                                      |                                                                    |
| Мађарска                                                                                             | 8 : 3       | Западна Немачка                                      | Базел Сент Јакоб Судија: Вилијам Линг (Енглеска) Гледалаца: 65.000 |
| Шандор Кочиш 3’, 21’, 67’, 78’ · Ференц Пушкаш 17’ · Нандор Хидегкути 50’, 54’ · Јожеф Тот II 73’ \| | (Репортажа) | Алфред Пфаф 25’ · Хелмут Ран 77’ · Рихард Херман 81’ | Базел Сент Јакоб Судија: Вилијам Линг (Енглеска) Гледалаца: 65.000 |

| 20. јун 1954. 17:00                                                                                |            |              |                                                                 |
| Турска                                                                                             | 7 : 0      | Јужна Кореја | Женева Стадион Шармил Судија: Марино (Уругвај) Гледалаца: 3.000 |
| Суат Мамат 10’, 30’ · Лефтер Кичикандоњидас 24’ · Бурхан Саргин 37’, 64’, 70’ · Ерол Кескин 76’ \| | (Извештај) |              | Женева Стадион Шармил Судија: Марино (Уругвај) Гледалаца: 3.000 |

- Немци су морали да играју бараж са Турском да би се пласирали у следеће коло.

##### Плејоф
| 23. јун 1954. 18:00                                                                    |             |                                               |                                                                     |
| Западна Немачка                                                                        | 7 : 2       | Турска                                        | Цирих Стадион Хартурм Судија: Винсент (Француска) Гледалаца: 18.000 |
| Отмар Валтер 7’ · Ханс Шефер 12’, 79’ · Макс Морлок 30’, 60’, 77’ · Фриц Валтер 62’ \| | (Репортажа) | Мустафа Ертан 21’ · Лефтер Кучукандоњадис 82’ | Цирих Стадион Хартурм Судија: Винсент (Француска) Гледалаца: 18.000 |

#### Група 3
| Репрезентација | Ута | П | Н | И | ГД | ГП | Поена |
| -------------- | --- | - | - | - | -- | -- | ----- |
| Уругвај        | 2   | 2 | 0 | 0 | 9  | 0  | 4     |
| Аустрија       | 2   | 2 | 0 | 0 | 6  | 0  | 4     |
| Чехословачка   | 2   | 0 | 0 | 2 | 0  | 7  | 0     |
| Шкотска        | 2   | 0 | 0 | 2 | 0  | 8  | 0     |

| 16. јун 1954. 18:00                         |            |              |                                                                              |
| Уругвај                                     | 2 : 0      | Чехословачка | Берн Ванкдорф стадион Судија: Артур Едвард Елис (Енглеска) Гледалаца: 20.500 |
| Оскар Мигез 72’, · Хуан Алберто Шиафино 81’ | (Извештај) |              | Берн Ванкдорф стадион Судија: Артур Едвард Елис (Енглеска) Гледалаца: 20.500 |

| 16. јун 1954. 18:00 |            |         |                                                                   |
| Аустрија            | 1 : 0      | Шкотска | Цирих Стадион Хартурм Судија: Франкен (Белгија) Гледалаца: 30.000 |
| Ерих Пробст 33’     | (Извештај) |         | Цирих Стадион Хартурм Судија: Франкен (Белгија) Гледалаца: 30.000 |

| 19. јун 1954. 16:50                                                     |            |         |                                                                |
| Уругвај                                                                 | 7 : 0      | Шкотска | Базел Сент Јакоб Судија: Орландини (Италија) Гледалаца: 43.000 |
| Оскар Мигез 17’, 47’, 57’ · Оскар Мигез 30’, 83’ · Хулио Абади 54’, 85’ | (Извештај) |         | Базел Сент Јакоб Судија: Орландини (Италија) Гледалаца: 43.000 |

| 19. јун 1954. 17:00                                |            |              |                                                                          |
| Аустрија                                           | 5 : 0      | Чехословачка | Цирих Стадион Хартурм Судија: Стефановић (Југославија) Гледалаца: 25.000 |
| Ернст Стојаспал 3’, 70’ · Оскар Мигез 4’, 21’, 24’ | (Извештај) |              | Цирих Стадион Хартурм Судија: Стефановић (Југославија) Гледалаца: 25.000 |

#### Група 4
| Репрезентација | Ута | П | Н | И | ГД | ГП | Поена |
| -------------- | --- | - | - | - | -- | -- | ----- |
| Енглеска       | 2   | 1 | 1 | 0 | 6  | 4  | 3     |
| Швајцарска     | 2   | 1 | 0 | 1 | 2  | 3  | 2     |
| Италија        | 2   | 1 | 0 | 1 | 5  | 3  | 2     |
| Белгија        | 2   | 0 | 1 | 1 | 5  | 8  | 1     |

| 17. јун 1954. 17:50                  |            |                         |                                                                 |
| Швајцарска                           | 2 : 1      | Италија                 | Лозана Стадион Олимпик Судија: Виана (Бразил) Гледалаца: 43.000 |
| Роберт Баламан 18’, · Јозеф Хиги 78’ | (Извештај) | Ђанпјеро Бониперти 44’, | Лозана Стадион Олимпик Судија: Виана (Бразил) Гледалаца: 43.000 |

| 17. јун 1954. 18:10                           |               |                                                             |                                                                     |
| Енглеска                                      | 4 : 4 (прод.) | Белгија                                                     | Базел Сент Јакоб Судија: Шмецер (Западна Немачка) Гледалаца: 40.000 |
| Ајвор Брадис 26’, 63’ · Нат Лофтхаус 52’, 91’ | (Извештај)    | Леополд Анол 5’, 71’ · Хенри Копенс 67’ · Џими Дикинсон 94’ | Базел Сент Јакоб Судија: Шмецер (Западна Немачка) Гледалаца: 40.000 |

| 20. јун 1954. 17:00                                                                        |            |                   |                                                                       |
| Италија                                                                                    | 4 : 1      | Белгија           | Лугано Стадион Корнаредо Судија: Штајнер (Аустрија) Гледалаца: 26.000 |
| Егисто Пандолфини 41’ (пен), · Карло Гали 48’, · Амлето Фригнани 58’ · Бенито Лорензи 78’, | (Извештај) | Леополд Анол 81’, | Лугано Стадион Корнаредо Судија: Штајнер (Аустрија) Гледалаца: 26.000 |

| 20. јун 1954. 17:10               |            |            |                                                                 |
| Енглеска                          | 2 : 0      | Швајцарска | Берн Ванкдорф стадион Судија: Жолт (Мађарска) Гледалаца: 50.000 |
| Џими Мулен 43’, · Денис Вилшо 69’ | (Извештај) |            | Берн Ванкдорф стадион Судија: Жолт (Мађарска) Гледалаца: 50.000 |

##### Плејоф
| 23. јун 1954. 18:00                                       |            |                   |                                                           |
| Швајцарска                                                | 4 : 1      | Италија           | Базел Сент Јакоб Судија: Грифитс (Велс) Гледалаца: 30.000 |
| Јозеф Хиги 14’, 85’ · Роберт Баламан 48’, · Жак Фатон 90’ | (Извештај) | Фулвио Нести 67’, | Базел Сент Јакоб Судија: Грифитс (Велс) Гледалаца: 30.000 |

### Нокаут фаза
|  | Четвртфинале     | Четвртфинале    |                  |   | Полуфинале  | Полуфинале  |  |  | Финале | Финале |
|  |                  |                 |                  |   |             |             |  |  |        |        |
|  | 27. јун - Берн   |                 |                  |   |             |             |  |  |        |        |
|  |                  |                 |                  |   |             |             |  |  |        |        |
|  | Бразил           | 2               |                  |   |             |             |  |  |        |        |
|  | Бразил           | 2               | 30. јун – Лозана |   |             |             |  |  |        |        |
|  | Мађарска         | 4               |                  |   |             |             |  |  |        |        |
|  | Мађарска         | 4               | Мађарска         | 4 |             |             |  |  |        |        |
|  | 26. јун - Базел  |                 | Мађарска         | 4 |             |             |  |  |        |        |
|  |                  | Уругвај         | 2                |   |             |             |  |  |        |        |
|  | Уругвај          | Уругвај         | 2                | 4 |             |             |  |  |        |        |
|  | Уругвај          |                 | 4. јул – Берн    | 4 |             |             |  |  |        |        |
|  | Енглеска         | 2               |                  |   |             |             |  |  |        |        |
|  | Енглеска         | 2               | Мађарска         | 2 |             |             |  |  |        |        |
|  | 27. јун – Женева |                 | Мађарска         | 2 |             |             |  |  |        |        |
|  |                  | Западна Немачка | 3                |   |             |             |  |  |        |        |
|  | Југославија      | Западна Немачка | 3                | 0 |             |             |  |  |        |        |
|  | Југославија      | 30. јун - Базел |                  | 0 |             |             |  |  |        |        |
|  | Западна Немачка  | 2               |                  |   |             |             |  |  |        |        |
|  | Западна Немачка  | 2               | Западна Немачка  | 6 |             |             |  |  |        |        |
|  | 26. јун - Лозана |                 | Западна Немачка  | 6 |             |             |  |  |        |        |
|  |                  | Аустрија        | 1                |   | Треће место | Треће место |  |  |        |        |
|  | Аустрија         | Аустрија        | 1                | 7 | Треће место | Треће место |  |  |        |        |
|  | Аустрија         |                 | 3. јул - Цирих   | 7 |             |             |  |  |        |        |
|  | Швајцарска       | 5               |                  |   |             |             |  |  |        |        |
|  | Швајцарска       | 5               | Уругвај          | 1 |             |             |  |  |        |        |
|  |                  |                 |                  |   |             |             |  |  |        |        |
|  | Аустрија         | 3               |                  |   |             |             |  |  |        |        |
|  | Аустрија         | 3               |                  |   |             |             |  |  |        |        |

### Четвртфинале
| 26. јун 1954. 17:00                                                                         |            |                                                   |                                                                    |
| Аустрија                                                                                    | 7 : 5      | Швајцарска                                        | Лозана Стадион Олимпик Судија: Фолтлес (Шкотска) Гледалаца: 35.000 |
| Теодор Вагнер 25’, 27’, 53’ · Алфред Кернер 26’, 34’ · Ернст Оцвирк 32’, · Ерих Пробст 76’, | (Извештај) | Роберт Баламан 16’, 39’ · Јозеф Хиги 17’ 19’, 58’ | Лозана Стадион Олимпик Судија: Фолтлес (Шкотска) Гледалаца: 35.000 |

| 26. јун 1954. 17:00                                                                       |            |                                   |                                                               |
| Уругвај                                                                                   | 4 : 2      | Енглеска                          | Базел Сент Јакоб Судија: Штајнер (Аустрија) Гледалаца: 35.000 |
| Карлос Боргес 5’, · Обдулио Варела 39’, · Хуан Алберто Шиафино 46’, · Хавиер Амбриос 78’, | (Извештај) | Нат Лофтхаус 16’, · Том Финли 67’ | Базел Сент Јакоб Судија: Штајнер (Аустрија) Гледалаца: 35.000 |

| 27. јун 1954. 17:00                                                 |             |                               |                                                                              |
| Мађарска                                                            | 4 : 2       | Бразил                        | Берн Ванкдорф стадион Судија: Артур Едвард Елис (Енглеска) Гледалаца: 60.000 |
| Нандор Хидегкути 4’ · Шандор Кочиш 7’, 88’ · Михаљ Лантош 60’ (пен) | (Репортажа) | Сантос 18’ (пен) · Жулињо 65’ | Берн Ванкдорф стадион Судија: Артур Едвард Елис (Енглеска) Гледалаца: 60.000 |

| 27. јун 1954. 17:00 |            |                                          |                                                                 |
| Југославија         | 0 : 2      | Западна Немачка                          | Женева Стадион Шармил Судија: Жолт (Мађарска) Гледалаца: 20.000 |
|                     | (Извештај) | Иван Хорват 9’ (а. г), · Хелмут Ран 85’, | Женева Стадион Шармил Судија: Жолт (Мађарска) Гледалаца: 20.000 |

 Југославија — Владимир Беара, Бранко Станковић, Томислав Црнковић, Златко Чајковски, Иван Хорват, Вујадин Бошков, Милош Милутиновић, Рајко Митић, Бернард Вукас, Стјепан Бобек и Бранко Зебец. Селектори: Арсенијевић, Лемешић и Тирнанић.
 Немачка — Турек, Лабан, Колмајер, Екел, Либрих, Мај, Ран, Морлок, О. Валтер, Ф. Валтер и Шефер.

### Полуфинале
| 30. јун 1954. 18:00                                               |             |                      |                                                                  |
| Мађарска                                                          | 4–2 (прод.) | Уругвај              | Лозана, Стадион Олимпик Судија: Грифитс (Велс) Гледалаца: 37.000 |
| Золтан Цибор 13’ · Нандор Хидегкути 46’ · Шандор Кочиш 111’, 116’ | (Репортажа) | Хуан Хоберг 75’, 86’ | Лозана, Стадион Олимпик Судија: Грифитс (Велс) Гледалаца: 37.000 |

| 30. јун 1954. 18:00                                                                             |            |                  |                                                                |
| Западна Немачка                                                                                 | 6–1        | Аустрија         | Базел Сент Јакоб Судија: Орландини (Италија) Гледалаца: 58.000 |
| Ханс Шефер 31’, · Макс Морлок 47’, · Фриц Валтер 54’ (пен), 64’ (пен), · Отмар Валтер 61’, 89’, | (Извештај) | Ерих Пробст 51’, | Базел Сент Јакоб Судија: Орландини (Италија) Гледалаца: 58.000 |

### Утакмица за треће место
| 3. јул 1954. 17:00 |             |                                                                        |                                                                       |
| Уругвај            | 1–3         | Аустрија                                                               | Цирих, Стадион Хартурм Судија: Вислинг (Швајцарска) Гледалаца: 35.000 |
| Хуан Хоберг 22’    | (Репортажа) | Ернст Стојаспал 16’ (пен), · Луис Круз 59’ (а. г), · Ернст Оцвирк 89’, | Цирих, Стадион Хартурм Судија: Вислинг (Швајцарска) Гледалаца: 35.000 |

### Финале
| 4. јул 1954. 17:00                 |             |                                       |                                                                          |
| Мађарска                           | 2–3         | Западна Немачка                       | Берн, Ванкдорф стадион Судија: Вилијам Линг (Енглеска) Гледалаца: 60.000 |
| Ференц Пушкаш 6’ · Золтан Цибор 8’ | (Репортажа) | Макс Морлок 10’ · Хелмут Ран 18’, 84’ | Берн, Ванкдорф стадион Судија: Вилијам Линг (Енглеска) Гледалаца: 60.000 |

Састав екипа:
- Мађарска — Грошич, Бузански, Лантош, Божик, Лорант, Закаријаш, М. Тот, Цибор, Кочиш, Хидегкути и Пушкаш. Тренер:Густав Шебеш[6].
- Немачка — Турек, Посипал, Колмајер, Екел, Либрих, Мај, Ран, Морлок, О. Валтер, Фриц Валтер и Шефер. Тренер:Сеп Хербергер[6].

## Награде
| Победник Светског првенства 1954.          |
| ------------------------------------------ |
| Репрезентација Западне Немачке Прва титула |

| Златна копачка:        |
| ---------------------- |
| Мађарска, Шандор Кочиш |

## Стрелци
| 11 голова - Шандор Кочиш () 6 голова - Ерих Пробст () - Макс Морлок () - Јозеф Хиги () 4 гола - Хелмут Ран () - Ханс Шефер () - Отмар Валтер () - Нандор Хидегкути () - Ференц Пушкаш () - Роберт Баламан () - Карлос Боргес () Аутоголови - Џими Дикинсон (за Белгију) () - Раул Карденас (за Француску) () - Луис Круз (за Аустрију) () - Иван Хорват (за Немачку) () | 3 гола - Ернст Стојаспал () - Теодор Вагнер () - Леополд Аноул () - Нат Лофтхаус () - Фриц Валтер () - Золтан Цибор () - Бурхан Саргин () - Суат Мамат () - Хуан Хохберг () - Оскар Мигез () 2 гола - Роберт Кернер () - Ернст Оцвирк () - Валдир Переира Диди () - Жулињо () - Жозе Лазаро Роблес Пинга () - Ајвор Бродис () - Михаљ Лантош () - Петер Палоташ () - Лефтер Кичикандоњадис () - Хулио Абади () - Хуан Алберто Скјафино () | 1 гол - Хенри Копенс () - Балтазар () - Ђалма Сантос () - Том Финли () - Џими Мален () - Денис Вилшо () - Рајмон Копа () - Жан Венсан () - Рихард Херман () - Бернард Клот () - Алфред Пфаф () - Јожеф Тот II () - Ђампјеро Бониперти () - Амлето Фрињани () - Карло Гали () - Бенито Лоренци () - Фулвио Нести () - Егисто Пандолфини () - Томас Балказар () - Хосе Луис Ламадрид () - Жак Фатон () - Мустафа Ертан () - Ерол Кескин () - Хавијер Амброис () - Обдулио Варела () - Милош Милутиновић () - Бранко Зебец () |